# Kiko Caballero
Francisco Javier "Kiko" Caballero Harriet, nacido el 8 de enero de 1947 en Zubiri (Navarra, España). 
Es un expelotari español que fue seleccionado para disputar los Juegos Olímpicos de México en la modalidad de paleta cuero. En dichos juegos la pelota vasca formó parte como deporte de exhibición, en la que se disputaron diversas modalidades. Formó parte junto a sus compañeros Fernando Casado, Alberto Ancizu y Reyzabal, logrando finalmente la medalla de plata tras la selección de Francia.
También fue seleccionado para disputar los Campeonatos del Mundo de Pelota, disputados en 1966 en Montevideo, alcanzando la medalla de oro.
Tras sus éxitos como aficionado, logrando los Campeonatos de España Juvenil de pala corta en 1963, 1964 y 1965, así como el absoluto en 1968 y el absoluto de pala en 1969, paso a profesionales a finales de este año. Durante la década de 1970 fue uno de los delanteros más destacados de todo el cuadro profesional.
Finalmente tras su retirada de la práctica competitiva llegó a ser Presidente de la Federación de Euskadi de Pelota.